# Manfred Mann (hudebník)

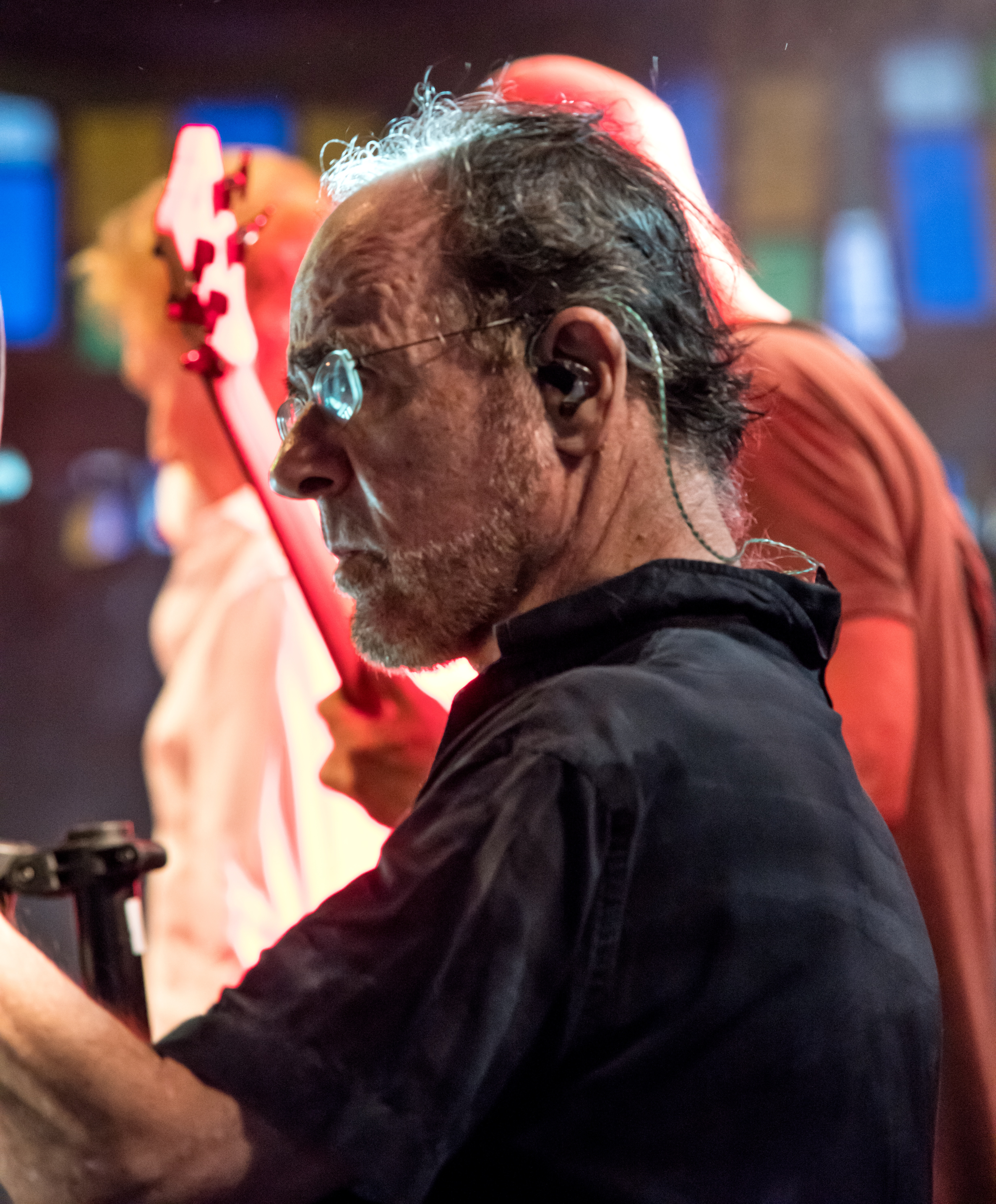
Manfred Mann. Zelt-Musik-Festival 2017 Freiburg, Německo

Manfred Mann (* jako Manfred Sepse Lubowitz, 21. října 1940, Johannesburg, Jižní Afrika) je původem jihoafrický profesionální klávesista, známý jako zakládající člen skupin Manfred Mann a Manfred Mann's Earth Band. Od roku 1961 žije ve Spojeném království.

## Mládí a kariéra
Narodil se v židovské rodině v Johannesburgu, Jižní Africe, jeho rodiči byli David Lubowitz a Alma Cohen. Studoval hudbu na University of the Witwatersrand a pracoval jako jazzový pianista v několika nočních klubech v Johannesburgu. V letech 1959 až 1961 nahrál se svým přítelem z dětství dvě alba. Skupina se jmenovala Vikings a byla první Jihoafrickou rock and rollovou skupinou.
Protože byl odpůrcem systému apartheidu[zdroj?] ve své rodné zemi, odstěhoval se v roce 1961 do Anglie a začal přispívat do "Jazz News" pod pseudonymem Manfred Manne (podle jazzového bubeníka Shelly Manne), což bylo brzy zkráceno na Manfred Mann. Následující rok potkal bubeníka a hráče na klávesové nástroje Mike Hugga a společně založili větší blues-jazzovou skupinu, kterou nazvali Mann-Hugg Blues Brothers. Ta se pak přeměnila v pětičlennou skupinu, která v roce 1963 podepsala s EMI nahrávací smlouvu na pro značku HMV.
Na návrh producenta změnili název na Manfred Mann a od roku 1964 do 1969 byli úspěšní na hitparádách s několika singly ("Do Wah Diddy Diddy", "Sha La La", "Pretty Flamingo", "Mighty Quinn"). Skupina se v roce 1969 rozpadla a Mann okamžitě zformoval s Mike Huggem jinou sestavu, experimentální jazzrockovou skupinu Manfred Mann Chapter Three. Po dvou letech se tato skupina rozpadla, ale Mann v roce 1971 založil skupinu Manfred Mann's Earth Band, která nahrává a vystupuje do dnes. Jejich známými hity jsou například "Blinded by the Light", "Runner", "Davy's On The Road Again" a "Joybringer".
Mann též založil sólové projekty jako "Manfred Mann's Plain Music" a "Manfred Mann '06."

## Styl
Manfred Mann za svou kariéru používal různé klávesové nástroje, ale obzvláště slavným se stal pro svá sóla na minimoogu. Jeho klávesové party byly často improvizované, inspirované jazzem.

## Hostování
Manfred Mann hrál na minimoogu sólo na albu skupiny Uriah Heep v písni "July Morning". Hrál na klávesy na albu Trevora Rabina Wolf.